# Kletba vikingova hrobu
Kletba vikingova hrobu (1966, Curse of the Viking Grave) je dobrodružný román pro mládež, který napsal anglicky píšící kanadský spisovatel Farley Mowat. Kniha je volným pokračováním Mowatova románu Stopy ve sněhu. Odehrává se opět na kanadském severu a obsahuje mnoho informací o této oblasti a o životě v ní.

## Obsah knihy
V románu Stopy ve sněhu objevil bílý hoch Jamie a indiánský chlapec Awasin při své severské robinzonádě kamennou vikinskou hrobku ze 14. století. Nyní se k ní chtějí vrátit, aby v ní nalezené artefakty případně zpeněžil, čímž by si místní eskymácký kmen přece jen trochu ekonomicky pomohl. Na cestě k hrobce se k oběma chlapcům přidá ještě eskymák Peetyuk a Awasinova sestra Angelina.
Na cestě k hrobce musí čtveřice překonat řadu obtíží, které plynou především z nepříznivého počasí. Musí rovněž překonat i odpor mnohých eskymáků, kteří si nepřejí, aby klid hrobky někdo narušoval, protože je s ní spojena stará kletba. V hrobce jsou nakonec objeveny vzácné archeologické nálezy významné pro studium dějin raných skandinávských výprav do Ameriky.

## Filmové adaptace
- Curse of the Viking Grave (1991), kanadský televizní film, režie Michael J. F. Scott.

## Česká vydání
- Kletba vikingova hrobu, Mladá fronta, Praha 1972, přeložil Vladimír Pražák
- Stopy ve sněhu; Kletba vikingova hrobu, Albatros, Praha 1992, přeložili Jiří Šeda a Vladimír Pražák, 192. díl edice Knihy odvahy a dobrodružství